# Дусинська сільська рада
Ду́синська сільська рада — сільська рада у Свалявському районі Закарпатської області з адміністративним центром у селі Дусино. Утворена в 1954 році Указом Президії Верховної Ради Української РСР «Про укрупнення сільських рад депутатів трудящих по Закарпатській області».

## Населені пункти
Сільській раді підпорядковані населені пункти:
- с. Дусино
- с. Лопушанка
- с. Плав'я
- с. Росош

## Адреса ради
89332, Закарпатська обл., Свалявський р-н, с. Дусино, вул. Миру,98.

## Склад ради
Рада складається з 22 депутатів та голови.

## Керівний склад сільської ради
| ПІБ                     | Основні відомості                                                 | Дата обрання | Дата звільнення |
| ----------------------- | ----------------------------------------------------------------- | ------------ | --------------- |
| Білас Степан Андрійович | Сільський голова, 1956 року народження, освіта, безпартійний      | 26.03.2006   | 31.10.2010      |
| Годя Роман Іванович     | Сільський голова, 1980 року народження, освіта вища, безпартійний | 31.10.2010   |                 |

Примітка: таблиця складена за даними джерела

## Географічні дані
На території ради протікає р. Дусинка (6 км). Село розташоване на південному сході від Сваляви. Межує на півночі з Керецьківською, а на північному заході зі Стройненською сільськими радами.

## Населення
Згідно з переписом УРСР 1989 року чисельність наявного населення сільської ради становила 4436 осіб, з яких 2134 чоловіки та 2302 жінки.
За переписом населення України 2001 року в сільській раді мешкало 4948 осіб.

### Мова
Розподіл населення за рідною мовою за даними перепису 2001 року:
| Мова       | Відсоток |
| ---------- | -------- |
| українська | 98,60 %  |
| російська  | 1,24 %   |
| білоруська | 0,06 %   |
| молдовська | 0,06 %   |